# 高松檀紙インターチェンジ
高松檀紙インターチェンジ（たかまつだんしインターチェンジ）は、香川県高松市にある高松自動車道のインターチェンジである。
徳島・神戸方面のハーフインターで、西隣には松山自動車道・瀬戸中央自動車道方面のハーフインターである高松西ICがある。
2025年（令和7年）2月27日より料金所がETC専用になっている。

## 道路
- E11 高松自動車道

直接接続
- 国道11号

間接接続
- 香川県道176号檀紙鶴市線
- 香川県道178号山崎御厩線

## 料金所

### 入口
- ブース数:2
  - ETC専用:1
  - ETC・サポート:1

### 出口
- ブース数:3
  - ETC専用:2
  - サポート:1

## 周辺
- 田村神社（讃岐国一宮）
- 一宮寺（四国八十八箇所 第83番）
- 国分寺（四国八十八箇所 第80番）
- 白峰寺（四国八十八箇所 第81番）
- 根香寺（四国八十八箇所 第82番）
- JRA ウインズ高松（場外馬券売場。ただし檀紙交差点で要Uターン）

## 隣
E11 高松自動車道
(16)高松中央IC - (17) 高松檀紙IC  - (1)高松西IC